# Arcidiocesi di Sens

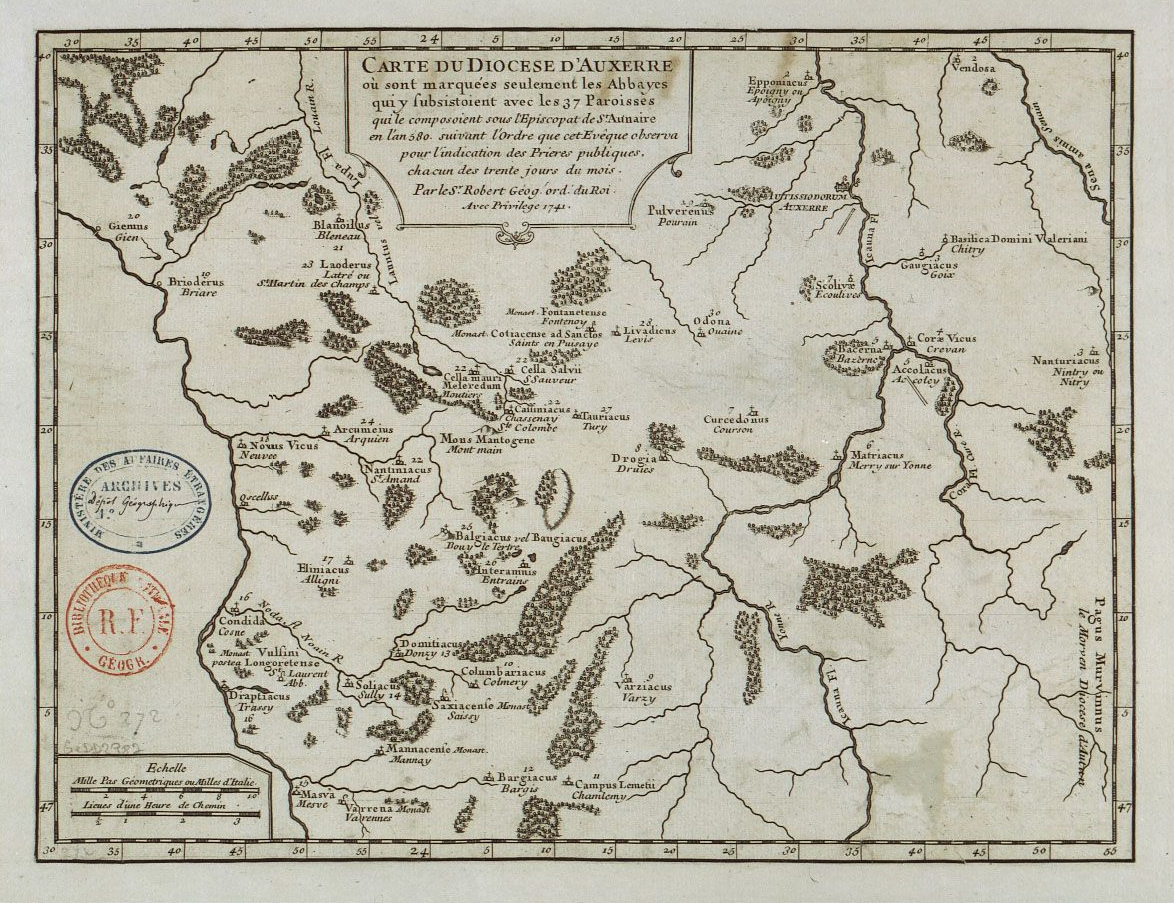
Mappa dell'arcidiocesi prima della rivoluzione francese.

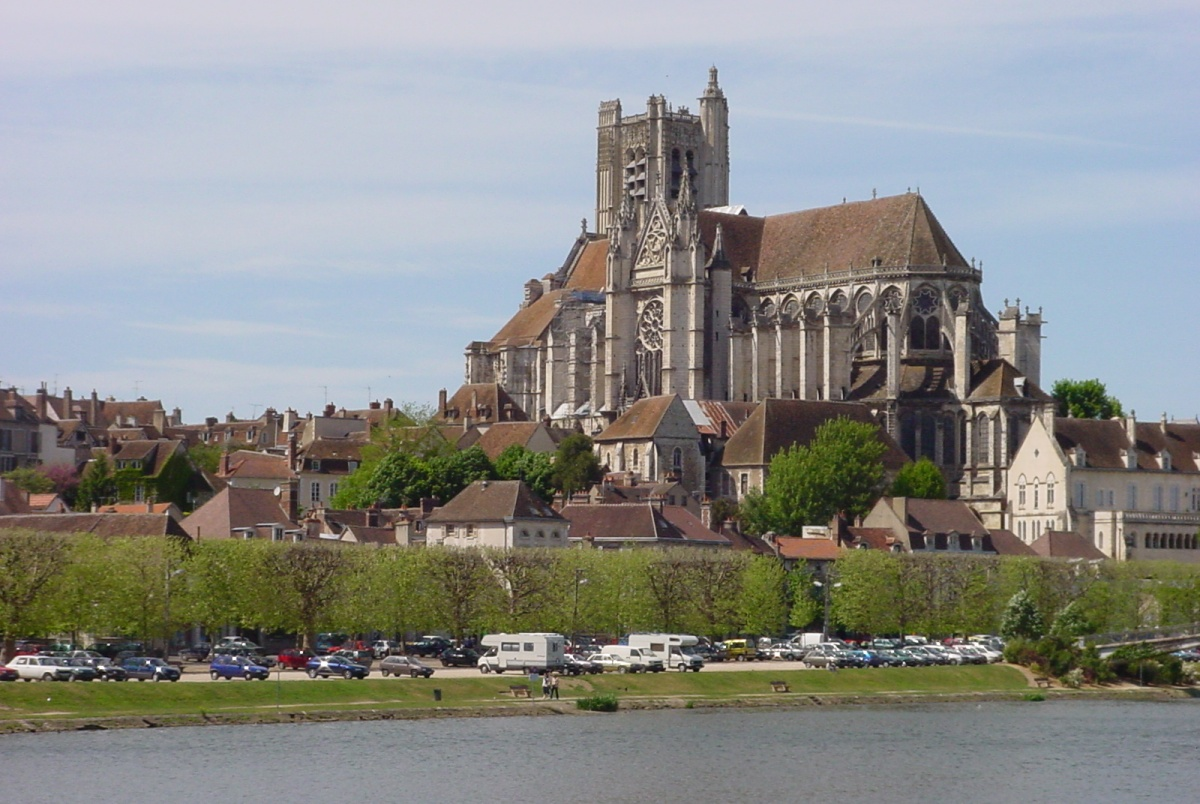
L'ex cattedrale di santo Stefano a Auxerre.

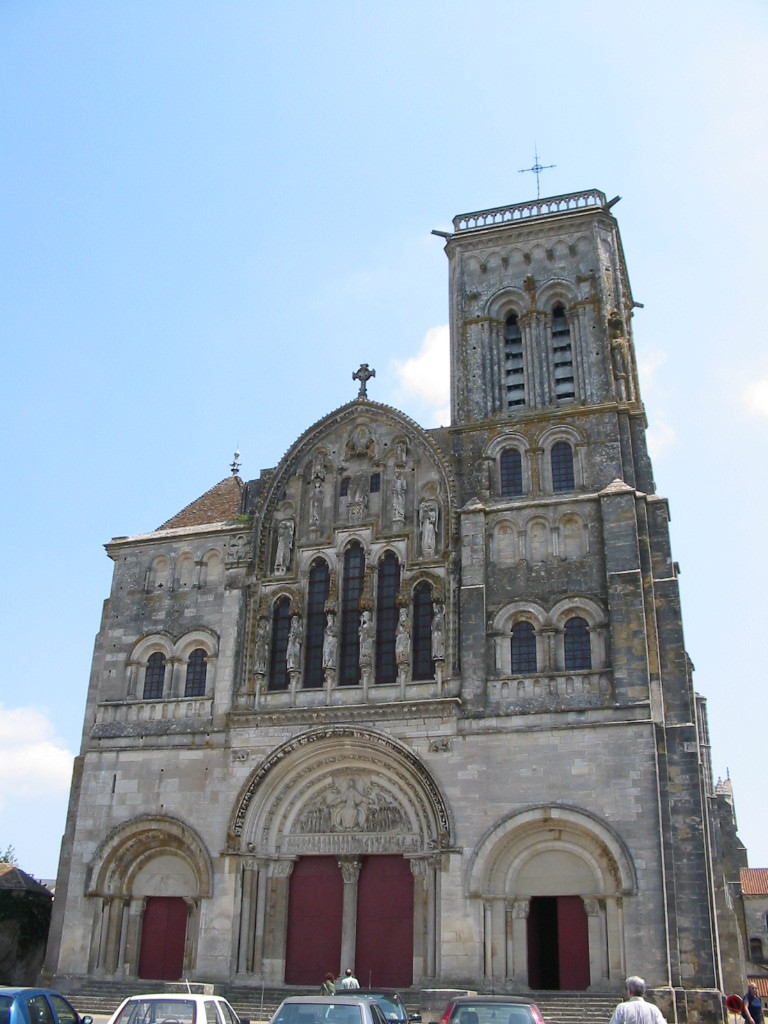
Facciata della basilica di Vézelay.

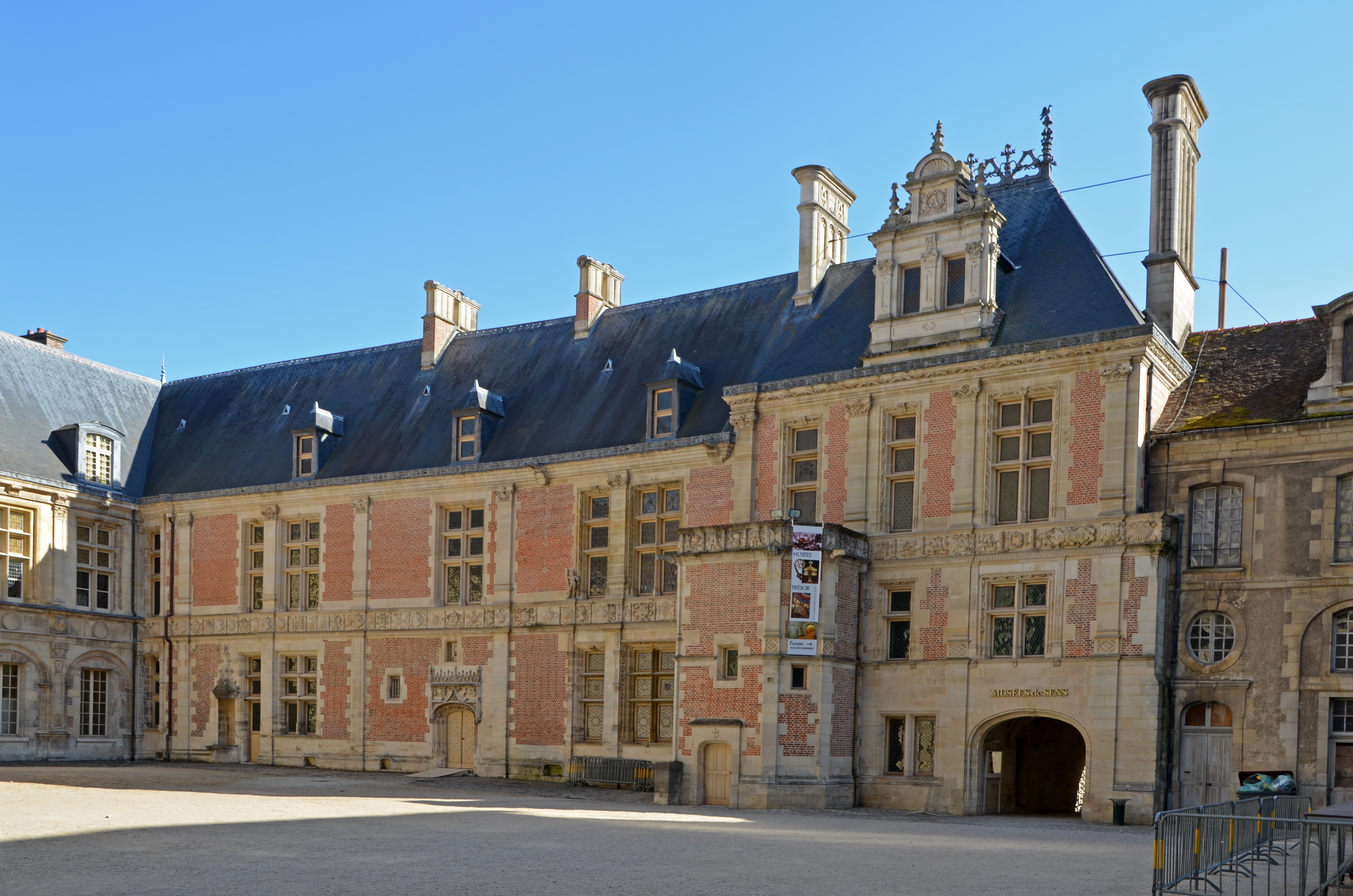
L'antico palazzo arciepiscopale di Sens, che fu sede degli arcivescovi fino al 1905.

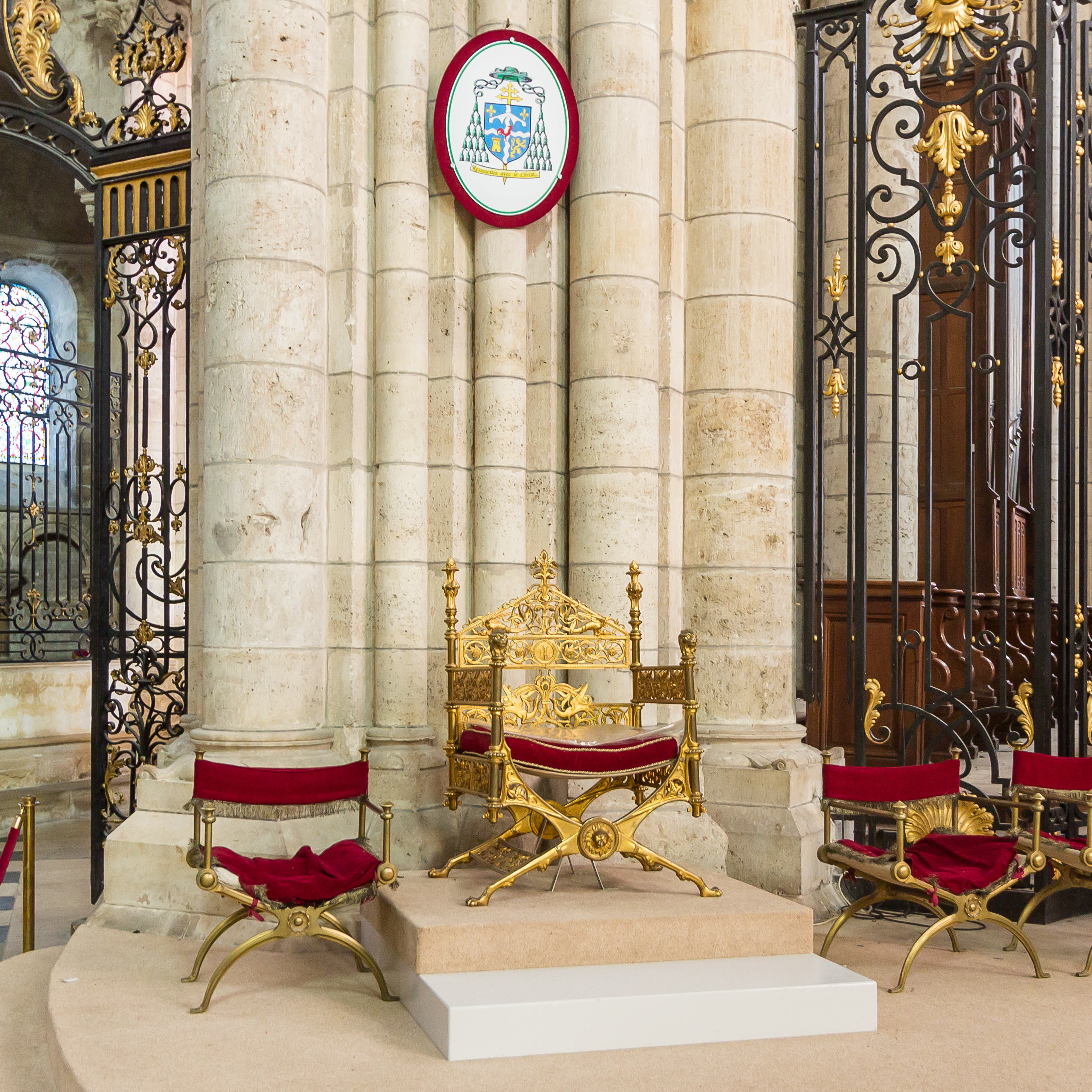
La cattedra episcopale

L'arcidiocesi di Sens (in latino Archidioecesis Senonensis) è una sede della Chiesa cattolica in Francia suffraganea dell'arcidiocesi di Digione. Nel 2022 contava 200.000 battezzati su 340.514 abitanti. È retta dall'arcivescovo Pascal Jean Marcel Wintzer.
Dal 1823 agli arcivescovi di Sens è concesso di portare il titolo di "vescovi di Auxerre" (Antissiodorensis).

## Territorio
Situata nella regione della Borgogna, l'arcidiocesi di Sens comprende il dipartimento della Yonne.
Sede arcivescovile è la città di Sens, dove sorge la cattedrale di Santo Stefano. La chiesa di Santo Stefano a Auxerre, che era la cattedrale della diocesi omonima, è oggi una semplice chiesa parrocchiale. Ad Auxerre, capoluogo del dipartimento, si trovano tuttavia la residenza abituale dell'arcivescovo e gli uffici della curia arcivescovile. Sul territorio diocesano sorgono anche la basilica di Santa Maria Maddalena a Vézelay e l'abbazia dell'Assunzione di Maria Vergine a Pontigny, cattedrale prelatizia della Missione di Francia.
Il territorio si estende su 7.427 km² ed è suddiviso in 31 parrocchie, raggruppate in 7 decanati.

## Storia
La diocesi di Sens risalirebbe, secondo la tradizione, al III secolo. Primi evangelizzatori della regione sarebbero stati i santi Saviniano e Potenziano, inviati in Gallia, assieme ad altri 70 missionari, da san Pietro. Tuttavia, la mancata menzione di questi santi martiri sia da parte di san Gregorio di Tours, sia da parte del Martyrologium Hieronymianum, rivisto a Autun o a Auxerre prima del 600, getta qualche dubbio sull'autenticità della tradizione. Le reliquie dei due santi furono conservate nella chiesa dell'abbazia di Saint-Pierre-le-Vif, appena fuori dalle mura di Sens.
Gli antichi cataloghi episcopali di Sens, che risalgono, nella loro parte più remota, al IX e X secolo, riportano una lunga serie di vescovi di cui tuttavia, fino a San Leone (metà del VI secolo), sono storicamente documentati solo due: Severino, la cui firma si trova nel documento redatto nel 346 con il quale, nello pseudo-concilio di Colonia, un gruppo di vescovi fece sua la decisione del concilio di Sardica a favore di sant'Atanasio; e Agrezio, menzionato in uno scritto di Sidonio Apollinare verso il 475.
Agedincum, città del popolo celtico dei Senoni, era una civitas e capitale della Gallia Lugdunense quarta (o Senonia), come testimoniato dalla Notitia Galliarum dell'inizio del V secolo. Con l'affermarsi dell'organizzazione ecclesiastica, Agedincum divenne, oltre che centro amministrativo della regione, sede metropolitana della provincia ecclesiastica, modellata su quella civile, che comprendeva le diocesi di Chartres, Auxerre, Meaux, Parigi, Orléans, Nevers e Troyes. Le iniziali delle sette diocesi componevano la parola Campont, che era parte integrante dello stemma arcivescovile.
Nel 600 o nel 601 si tenne il primo concilio di Sens, seguito da altri concili provinciali negli anni 657, 669 o 670, 846, 850, 852, 853, 862, 980, 986, 996, 1048, 1071, 1080, 1140, 1198, 1216, 1224, 1239, 1252, 1253, 1269, 1280, 1315, 1320, 1460 e 1485.
Nel concilio del Laterano del 769, che doveva giudicare il caso dell'antipapa Costantino II, la delegazione dei vescovi d'Oltralpe era guidata dall'arcivescovo Wilcario, che firmò gli atti come archiepiscopus Galliarum, arcivescovo delle Gallie. Questa autorità degli arcivescovi nell'ambito della Chiesa gallica fu sancita il 2 gennaio 876, quando papa Giovanni VIII concesse ad Ansegiso di Fontenelle il titolo di vicario apostolico in Gallia e Germania, titolo che aveva un valore assimilabile a quello di primate.
Dal settembre del 1163 all'aprile del 1165 Sens divenne la residenza di papa Alessandro III. Dopo questa data incomincia un lento declino, che vedrà Sens soccombere nella rivalità per la primazia che la vedeva opposta a Lione fin dal IX secolo e a Parigi, che fino al 1622 rimarrà suffraganea di Sens, nonostante il maggior peso politico.
Il XII secolo è caratterizzato dalla lotta per salvaguardare l'ortodossia cattolica dalle eresie: l'arcivescovo Henri Sanglier, a seguito del concilio del 1140, condannò alcune proposizioni di Abelardo; nell'ultimo decennio del secolo l'arcivescovo Michel de Corbeil combatté l'eresia dei Poplicani, una setta di ispirazione manichea, condannata nel concilio del 1198.
Nel 1622, con l'erezione della provincia ecclesiastica dell'arcidiocesi di Parigi, la metropolia di Sens perse, oltre a Parigi, le sedi di Chartres, Orléans e Méaux.
Prima della rivoluzione, l'arcidiocesi comprendeva 774 parrocchie, raggruppate in 5 arcidiaconati con 13 decanati rurali. Gli arcidiaconati erano: Sens, Gatinais, Melun, Provins ed Etampes. Inoltre nel territorio arcidiocesano c'erano 19 abbazie maschili e 7 femminili, e 15 chiese collegiate.
Con la Costituzione civile del clero, l'arcidiocesi fu ridotta al rango di semplice diocesi. Essa fu soppressa in seguito al concordato con la bolla Qui Christi Domini di papa Pio VII del 29 novembre 1801 e il suo territorio fu incorporato in quello della diocesi di Troyes. Il titolo arcivescovile di Sens fu attribuito onorificamente agli arcivescovi di Parigi.
Con il concordato del 1817 l'arcidiocesi di Sens fu restaurata con giurisdizione sugli arrondissement di Sens e di Joigny; ma questa decisione non fu promulgata dal Parlamento di Parigi. L'arcidiocesi fu effettivamente ristabilita il 6 ottobre 1822 con la bolla Paternae charitatis di papa Pio VII. Il territorio che era appartenuto alla diocesi di Auxerre fu incorporato nella restaurata arcidiocesi. Alla nuova provincia ecclesiastica appartenevano le diocesi di Troyes, Nevers e Moulins.
Il 6 giugno 1823 con il breve Antissioderensi ecclesiae di papa Pio VII fu concesso all'arcivescovo di Sens di fregiarsi del titolo di vescovo di Auxerre.
Il XIX secolo fu caratterizzato da uno spiccato anticlericalismo, tanto che ancora a metà del XX secolo la diocesi sarà classificata come terra di missione e ancor oggi il numero di battesimi e funerali religiosi è inferiore alla media nazionale.
Il 15 agosto 1954 è stata eretta la prelatura territoriale della Missione di Francia, la cui cattedrale si trova all'interno del territorio dell'arcidiocesi, a Pontigny.
A partire dal 1973 la residenza arcivescovile è stata traslata da Sens ad Auxerre, capoluogo dipartimentale.
Nel 1984 è stata operata una riorganizzazione territoriale della diocesi che ha ridotto le parrocchie da circa cinquecento a centodue, raggruppandole in otto decanati.
Dal 1996 al 2024 gli arcivescovi di Sens sono stati anche prelati della Missione di Francia o di Pontigny.
L'8 dicembre 2002 l'arcidiocesi di Sens ha perso la dignità di Chiesa metropolitana ed è entrata a far parte della provincia ecclesiastica dell'arcidiocesi di Digione, pur mantenendo il titolo arcivescovile.

## Cronotassi dei vescovi
Si omettono i periodi di sede vacante non superiori ai 2 anni o non storicamente accertati.
- San Saviniano †
- San Potenziano †
- Leonzio †
- Severino † (menzionato nel 346)
- Audacto †
- Eracliano †
- Lunario †
- Simplicio †
- Sant'Ursicino †
- Teodoro †
- Siclino †
- Sant'Ambrogio †
- Agrezio † (menzionato nel 475 circa)
- Sant'Eraclio †
- San Paolo †
- San Leone † (prima del 533 - dopo il 538)
- Costituto † (prima del 549 - dopo il 573)
- Sant'Artemio † (prima del 581 - dopo il 585)
- San Lupo I † (prima del 613 - dopo il 614)
- Mederio (Richerio I) † (menzionato nel 627)
- Ildegario † (prima del 632 - dopo il 637 o 638)
- Aumberto (Annoberto) †
- Armentario † (prima del 650 - dopo il 654)
- Arnulfo †
- Sant'Emmone † (prima del 660 - dopo il 668)
- Lamberto † (prima del 680 - dopo il 683)
- San Vulfranno † (dopo il 683 - prima del 696 dimesso)
- Girico † (menzionato nel 696 o 697)
- Sant'Ebbone † (menzionato nel 711)
- Merulfo †
- Ardoberto † (menzionato nel 744)
- Lupo II † (prima del 757 - dopo il 762)
- Wilcario † (prima del 769 - dopo il 785)[4]
- Godescalco †
- San Gomberto †
- Pietro I †
- Willebaldo †
- Bernardo (Berardo) † (menzionato nel 797)
- Ragemberto †
- Magno † (prima di marzo 802 - dopo l'817)
- Geremia † (prima di maggio 822 - 7 dicembre 828 deceduto)
- Sant'Alderico † (6 giugno 829 consacrato - 10 ottobre 836 deceduto)
- Guenilone † (fine dell'837 - 3 maggio 865 deceduto)
- Egilone † (865 o 866 - 28 giugno 870 o 29 maggio 871 deceduto)[5]
- Sant'Ansegiso † (27 giugno 871 - 25 novembre 883 deceduto)
- Everardo † (28 aprile 884 consacrato - 1º febbraio 887 deceduto)
- Gualtiero I † (2 aprile 887 consacrato - 19 novembre 923 deceduto)
- Gualtiero II † (924 - 6 luglio 927 deceduto)
- Adaldo † (927 - 25 settembre 932 deceduto)
- Guglielmo, O.S.B. † (fine del 932 - 14 agosto 938 deceduto)
- Gerlando, O.S.B. † (938 - 5 agosto 954 deceduto)
- Ildemanno, O.S.B. † (12 settembre 954 - 5 agosto 959 deceduto)
- Arcimbaldo di Troyes † (959 - 29 agosto 967 deceduto)
- Sant'Anastasio † (16 dicembre 967 consacrato - 8 gennaio 977 deceduto)
- Sebino † (10 gennaio 977 - 17 ottobre 999 deceduto)
- Léotheric † (1000 - 26 giugno 1032 deceduto)
- Gelduin † (18 ottobre 1032 consacrato - ottobre 1049 deposto)
- Mainard † (novembre 1049 - 12 marzo 1062 deceduto)
- Richer II † (31 marzo 1062 consacrato - 27 dicembre 1096 deceduto)
- Daimbert † (marzo 1098 consacrato - 28 novembre 1122 deceduto)
- Henri Sanglier † (1122 - 10 gennaio 1142 deceduto)
- Hugues de Toucy † (1142 - 3 febbraio 1168 deceduto)
- Guglielmo dalle Bianche Mani † (22 dicembre 1168 consacrato - prima dell'8 agosto[6] 1176 nominato arcivescovo di Reims)
- Guy de Noyers † (1176 - 21 dicembre 1193 deceduto)
- Michel de Corbeil † (23 aprile 1194 consacrato - 28 novembre 1199 deceduto)
- Pierre de Corbeil † (dicembre 1200 - 3 giugno 1222 deceduto)
- Gauthier Le Cornu † (1223 - 20 aprile 1241 deceduto)
  - Sede vacante (1241-1244)
- Gilles Le Cornu † (17 aprile 1244 - febbraio 1254 deceduto)
- Henri Le Cornu † (14 maggio 1254 - 21 ottobre 1257 deceduto)
- Guillaume de Brosse I † (2 agosto 1258 consacrato - 12 luglio 1267 dimesso)
- Pierre de Charny † (1267 - 16 agosto 1274 deceduto)
- Pierre d'Anisy † (16 settembre 1274 consacrato - 6 dicembre 1274 deceduto)
- Gilles Cornut † (15 dicembre 1274 - 20 giugno 1292 deceduto)
- Étienne Bécard de Penoul † (luglio 1292 - 29 marzo 1309 deceduto)
- Philippe Leportier de Marigny † (23 aprile 1309 - dicembre 1316 deceduto)
- Guillaume de Melun † (8 febbraio 1317 - 27 ottobre 1329 deceduto)
- Pierre Roger de Beaufort-Turenne, O.S.B. † (24 novembre 1329 - 14 dicembre 1330 nominato arcivescovo di Rouen, poi eletto papa con il nome di Clemente VI)
- Guillaume de Brosse II † (14 dicembre 1330 - 13 dicembre 1338 deceduto)
- Philippe de Melun † (15 febbraio 1339 - ottobre 1344 dimesso)
- Guillaume de Melun † (3 dicembre 1344 - 3 maggio 1376 deceduto)
- Ademaro Robert † (14 maggio 1376 - 25 gennaio 1384 deceduto)
- Gonthier de Bagneaux † (8 febbraio 1385 - 19 luglio 1385 deceduto)
- Guy de Roye † (4 agosto 1385 - 27 maggio 1390 nominato arcivescovo di Reims)
- Guillaume de Dormans † (17 ottobre 1390 - 2 ottobre 1405 deceduto)
- Jean de Montaigu † (11 aprile 1407 - 25 ottobre 1415 deceduto)
  - Sede vacante (1415-1418)
- Henri de Savoisy † (26 gennaio 1418 - 13 marzo 1422 deceduto)
- Jean de Nanton, O.S.B. † (26 giugno 1423 - 30 giugno 1432 deceduto)
- Louis de Melun † (14 ottobre 1432 - 1474 dimesso)
- Étienne-Tristan de Salazar † (26 settembre 1474 - 11 febbraio 1519 deceduto)
- Étienne Poncher † (14 marzo 1519 - 24 febbraio 1525 deceduto)
- Antoine Duprat † (20 marzo 1525 - 9 luglio 1535 deceduto)
- Louis de Bourbon-Vendôme † (13 agosto 1535 - 12 marzo 1557 deceduto)
  - Jean Bertrand † (5 luglio 1557 - 4 dicembre 1560 deceduto) (amministratore apostolico)
- Luigi di Guisa † (9 maggio 1561 - 16 dicembre 1562 dimesso)
- Nicolas de Pellevé † (16 dicembre 1562 - 10 maggio 1591 nominato arcivescovo di Reims)
  - Sede vacante (1591-1602)
- Renaud de Beaune † (29 aprile 1602 - 27 settembre 1606 deceduto)
- Jacques Davy du Perron † (9 ottobre 1606 - 5 settembre 1618 deceduto)
- Jean Davy du Perron † (5 settembre 1618 succeduto - 24 ottobre 1621 deceduto)
- Octave de Saint-Lary de Bellegarde † (18 dicembre 1623 - 26 agosto 1646 deceduto)
- Louis-Henri de Pardaillan de Gondrin † (26 agosto 1646 succeduto - 19 settembre 1674 deceduto)
- Jean de Montpezat de Carbon † (6 maggio 1675 - 5 novembre 1685 deceduto)
  - Sede vacante (1685-1692)
- Hardouin Fortin de la Hoguette † (21 gennaio 1692 - 28 novembre 1715 deceduto)
- Denis-François Bouthillier de Chavigny † (11 maggio 1718 - 9 novembre 1730 deceduto)
- Jean-Joseph Languet de Gergy † (9 aprile 1731 - 11 maggio 1753 deceduto)
- Paul d'Albert de Luynes † (26 novembre 1753 - 21 gennaio 1788 deceduto)
- Étienne-Charles de Loménie de Brienne † (10 marzo 1788 - 19 febbraio 1794 deceduto)[7]
  - Sede soppressa (1794-1822)
- Anne-Louis-Henri de La Fare † (1º ottobre 1817 - 10 dicembre 1829 deceduto)[8]
- Jean-Joseph-Marie-Victoire de Cosnac † (5 luglio 1830 - 24 ottobre 1843 deceduto)
- Mellon de Jolly † (25 gennaio 1844 - 18 marzo 1867 dimesso)
- Victor-Félix Bernadou † (12 luglio 1867 - 15 novembre 1891 deceduto)
- Pierre-Marie-Etienne-Gustave Ardin † (11 luglio 1892 - 21 novembre 1911 deceduto)
- Jean-Victor-Emile Chesnelong † (12 gennaio 1912 - 29 novembre 1931 deceduto)
- Maurice Feltin † (16 agosto 1932 - 16 dicembre 1935 nominato arcivescovo di Bordeaux)
- Frédéric Edouard Camille Lamy † (20 agosto 1936 - 27 ottobre 1962 dimesso[9])
- René-Louis-Marie Stourm † (27 ottobre 1962 - 28 giugno 1977 ritirato)
- Eugène-Marie Ernoult † (28 giugno 1977 succeduto - 21 dicembre 1990 dimesso)
- Gérard Denis Auguste Defois (21 dicembre 1990 succeduto - 4 settembre 1995 nominato arcivescovo di Reims)
- Georges Edmond Robert Gilson † (2 agosto 1996 - 31 dicembre 2004 ritirato)
- Yves François Patenôtre (31 dicembre 2004 succeduto - 5 marzo 2015 ritirato)
- Hervé Giraud (5 marzo 2015 - 13 marzo 2024 nominato arcivescovo, titolo personale, di Viviers)
- Pascal Jean Marcel Wintzer, dal 6 agosto 2024

## Statistiche
L'arcidiocesi nel 2022 su una popolazione di 340.514 persone contava 200.000 battezzati, corrispondenti al 58,7% del totale.
| anno | popolazione | popolazione | popolazione | presbiteri | presbiteri | presbiteri | presbiteri                | diaconi | religiosi | religiosi | parrocchie |
| anno | battezzati  | totale      | %           | numero     | secolari   | regolari   | battezzati per presbitero | diaconi | uomini    | donne     | parrocchie |
| ---- | ----------- | ----------- | ----------- | ---------- | ---------- | ---------- | ------------------------- | ------- | --------- | --------- | ---------- |
| 1950 | 255.000     | 271.000     | 94,1        | 351        | 237        | 114        | 726                       |         | 161       | 234       | 503        |
| 1969 | ?           | 281.350     | ?           | 305        | 210        | 95         | ?                         |         | 100       | 320       | 120        |
| 1980 | 201.000     | 303.000     | 66,3        | 160        | 141        | 19         | 1.256                     | 1       | 84        | 280       | 510        |
| 1990 | 255.000     | 318.000     | 80,2        | 143        | 126        | 17         | 1.783                     | 4       | 66        | 217       | 110        |
| 1999 | 246.000     | 335.000     | 73,4        | 157        | 100        | 57         | 1.566                     | 6       | 98        | 139       | 108        |
| 2000 | 240.000     | 331.987     | 72,3        | 151        | 96         | 55         | 1.589                     | 6       | 87        | 155       | 105        |
| 2001 | 240.000     | 332.566     | 72,2        | 153        | 99         | 54         | 1.568                     | 8       | 86        | 145       | 116        |
| 2002 | 220.000     | 332.566     | 66,2        | 137        | 91         | 46         | 1.605                     | 8       | 63        | 157       | 105        |
| 2003 | 200.000     | 332.566     | 60,1        | 146        | 88         | 58         | 1.369                     | 13      | 93        | 147       | 104        |
| 2004 | 200.000     | 332.566     | 60,1        | 142        | 87         | 55         | 1.408                     | 13      | 112       | 139       | 103        |
| 2010 | 205.700     | 346.000     | 59,5        | 126        | 68         | 58         | 1.632                     | 18      | 90        | 116       | 102        |
| 2014 | 209.600     | 342.724     | 61,2        | 97         | 60         | 37         | 2.160                     | 20      | 67        | 98        | 102        |
| 2017 | 200.000     | 341.902     | 58,5        | 76         | 54         | 22         | 2.631                     | 21      | 57        | 83        | 31         |
| 2020 | 200.120     | 342.250     | 58,5        | 73         | 50         | 23         | 2.741                     | 21      | 58        | 83        | 31         |
| 2022 | 200.000     | 340.514     | 58,7        | 63         | 49         | 14         | 3.174                     | 18      | 68        | 68        | 31         |